# Bahnstrecke Sommières–Saint-Césaire
| Grüne Route bei Sommières. Aufnahme Sommer 2016. |                      |                                                                      |                                                                      |
| Streckennummer (SNCF): | 817 000              |                                                                      |                                                                      |
| Kursbuchstrecke (SNCF): | 53                   |                                                                      |                                                                      |
| Streckenlänge: | 25,0 km              |                                                                      |                                                                      |
| Spurweite: | 1435 mm (Normalspur) |                                                                      |                                                                      |
| Maximale Neigung: | 12 ‰                 |                                                                      |                                                                      |
| |                      |                                                                      |                                                                      |
| \| \| \| Bahnstrecke Mas-des-Gardies–Les Mazes-le-Crès von Mas-des-Gardies \| \| \| \| \| \| \| \| \| 63,1 725,0 \| Sommières \| 32 m \| \| \| \| \| \| \| \| \| Bahnstrecke Mas-des-Gardies–Les Mazes-le-Crès nach Les Mazes-le-Crès \| \| \| \| \| \| \| \| \| \| Bahnstrecke Sommières–Gallargues nach Lunel \| \| \| \| 67,3 \| Junas \| 54 m \| \| \| 70,4 \| Congénies 66 m \| Congénies 66 m \| \| \| 73,4 \| Calvisson \| 48 m \| \| \| 76,0 \| Nages \| 46 m \| \| \| 77,7 \| Saint-Dionisy \| 59 m \| \| \| 79,3 \| Langlade \| 70 m \| \| \| 82,5 \| Caveirac \| 92 m \| \| \| \| Bahnstrecke Tarascon–Sète-Ville von Lunel \| \| \| \| 32,0 \| Bahnstrecke Saint-Césaire–Le Grau-du-Roi n. Le Grau-du-Roi \| Bahnstrecke Saint-Césaire–Le Grau-du-Roi n. Le Grau-du-Roi \| \| \| 88,2 30,9 \| Saint-Césaire \| 38 m \| \| \| \| Bahnstrecke Tarascon–Sète-Ville nach Nîmes \| \| |                      |                                                                      |                                                                      |
| |                      | Bahnstrecke Mas-des-Gardies–Les Mazes-le-Crès von Mas-des-Gardies    |                                                                      |
| |                      |                                                                      |                                                                      |
| Bahnhof (Strecke außer Betrieb) | 63,1 725,0           | Sommières                                                            | 32 m                                                                 |
| |                      |                                                                      |                                                                      |
| Abzweig geradeaus und nach rechts (Strecke außer Betrieb) |                      | Bahnstrecke Mas-des-Gardies–Les Mazes-le-Crès nach Les Mazes-le-Crès | Bahnstrecke Mas-des-Gardies–Les Mazes-le-Crès nach Les Mazes-le-Crès |
| |                      |                                                                      |                                                                      |
| Abzweig geradeaus und nach rechts (Strecke außer Betrieb) |                      | Bahnstrecke Sommières–Gallargues nach Lunel                          | Bahnstrecke Sommières–Gallargues nach Lunel                          |
| Bahnhof (Strecke außer Betrieb) | 67,3                 | Junas                                                                | 54 m                                                                 |
| Bahnhof (Strecke außer Betrieb) | 70,4                 | Congénies 66 m                                                       | Congénies 66 m                                                       |
| Bahnhof (Strecke außer Betrieb) | 73,4                 | Calvisson                                                            | 48 m                                                                 |
| Bahnhof (Strecke außer Betrieb) | 76,0                 | Nages                                                                | 46 m                                                                 |
| Bahnhof (Strecke außer Betrieb) | 77,7                 | Saint-Dionisy                                                        | 59 m                                                                 |
| Bahnhof (Strecke außer Betrieb) | 79,3                 | Langlade                                                             | 70 m                                                                 |
| Bahnhof (Strecke außer Betrieb) | 82,5                 | Caveirac                                                             | 92 m                                                                 |
| Abzweig ehemals geradeaus und von rechts |                      | Bahnstrecke Tarascon–Sète-Ville von Lunel                            | Bahnstrecke Tarascon–Sète-Ville von Lunel                            |
| Abzweig geradeaus und von rechts | 32,0                 | Bahnstrecke Saint-Césaire–Le Grau-du-Roi n. Le Grau-du-Roi           | Bahnstrecke Saint-Césaire–Le Grau-du-Roi n. Le Grau-du-Roi           |
| Bahnhof | 88,2 30,9            | Saint-Césaire                                                        | 38 m                                                                 |
| |                      | Bahnstrecke Tarascon–Sète-Ville nach Nîmes                           |                                                                      |

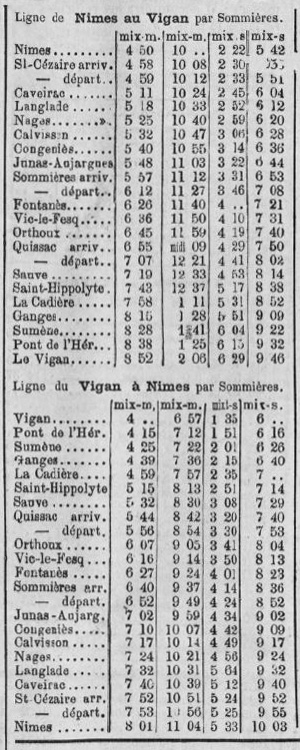
Winterfahrplan Nîmes-Le Vigan 1882

Die Bahnstrecke Sommières–Saint-Césaire war eine eingleisige, südfranzösische Eisenbahnstrecke im Département Gard. Die Compagnie des chemins de fer de Paris à Lyon et à la Méditerranée (PLM) erhielt am 3. Juli 1875 die Konzession für diese Strecke. Sie wurde am 30. Oktober 1882 in der Absicht in Dienst gestellt, eine direkte Verbindung zwischen Nîmes und Rodez herzustellen. Der 25 km lange Abschnitt, der sich in Saint Césaire von der Magistrale Avignon–Bordeaux trennt, ist der östlichste Teil davon. Sie wird nach Westen hin mit der Bahnstrecke Mas-des-Gardies–Les Mazes-le-Crès bis Quissac und von dort mit der Bahnstrecke Le Vigan–Quissac bis Le Vigan fortgesetzt. In Le Vigan war das Betätigungsfeld der PLM zu Ende. Güter und Reisende wurden von der Compagnie des chemins de fer du Midi (Midi) übernommen.
Der Reisezugverkehr endete am 18. Januar 1970, der Güterverkehr für den westlichen Abschnitt bis Caveirac im Sommer 1987, die letzten fünf Kilometer am 1. Oktober 1989. Die Strecke dient seit 2004 zwischen Caveirac und Sommières als Grüne Route, die 2022 bis nach Nîmes verlängert wurde. Die Kilometrierung dieser Strecke beginnt in Le Vigan.